# Jerry St. Juste
Jeremiah Jerry Israël St. Juste, född 19 oktober 1996 i Groningen, är en nederländsk fotbollsspelare som spelar för Sporting Lissabon.

## Karriär
I maj 2022 värvades St. Juste av portugisiska Sporting Lissabon.